# Секундарна хиперкалциурија
Секундарна хиперкалциурија је метаболички поремећај код кога је познат узрок, односно процес који доводи до прекомерног излучивања калцијума у мограћи, који се након елиминације познатог узрока истовремено и коригује хиперкалциурија.

## Етиопатогенеза
Исхрана може имати велики утицај на промет калцијума у бубрежним тубулима. У том смислу и унета количина соли, протеина, калцијума, фосфата и калијума преко хране има значајан утицај на излучивање калцијума. Истраживања су показала да се приближно 1 ммол калцијума (40 г Ца) излучи на сваких 100 ммола (2.3 г) соли, тако да 20 исхрана богата сољу може резултовати хиперкалциуријом. Повећан унос протеина храном утиче на повећану укупну количину излучене киселине у мокраћи, док калијум има супротан ефекат, тако да храна богата калијумом утиче на смањење укупне количине излучене киселине.
Наведена сазнања су веома битмо за промену режима исхране којом се жели кориговати хиперкалциурију, јер се на овај начин излучивање калцијума повећава са повећаним лучењем киселине односно повећаним уносом протеина, а смањује повећаним уносом калијума. 
Недостатак фосфата може да узрокује хиперкалциурију посредовану повећањем синтезе витамина Д.  Хронична метаболичка ацидоза настала из било којег разлога може због последичне ресорпције кости резултирати хиперкалциуријом. и у дисталној реналној тубуларној ацидози, због поремећаја у секрецији киселине настаје значајна хиперкалциурија.
Када се метаболичка ацидоза коригује применом база, истовремено нестаје и хиперкалциурија. Хиперкалцемија настала из било ког разлога исто тако резултује повећаним лучењем калцијума мокраћом како би се одржала равнотежа калцијума у организму.Код дуготрајне имобилизације (нпр након прелома или парализе) долази до повећане ресорпције кости при чему се повећавају вредности калцијума у серуму и мокраћи што има за последицу хиперкалциурију.

## Клиничка слика
Хиперкалциурија без обзира о којем се типу радило, па тако и секундарни њен облик манифестује се истоветним симптомима који су различито заступљени, односно не постоји правило које одређује број и врсту симптома у појединца са хиперкалциуријом.
Присуство макрохематурије, позитивне породичне анамнезе о уролитијази и јачина хиперкалциурије повећава ризик за прогресију болести према настанку уролитијазе. Осим уролитијазе, она се може манифестовати макроскопском или микроскопском хематуријом, дизуријом, учесталим мокрењем, енурезом, боловима у леђима или боловома у стомаку, инфекцијом мокраћног система, смањеном минералном густином костију али може бити и
асимптоматска.

## Дијагноза
У дијагностици хиперкалциурије мери се количина калцијума у 24 часовној мокраћи и одређује однос калцијум / креатинин.
Кад се хиперкалциурија дијагностикује потребно је трагати за њеним секундарним узроком јер се такав облик болест може успешно лечити уклањањем тог узрока.

## Диференцијална дијагноза
Стања и болести која спадају у диференцијалну дијагнозу хиперкалциурије
| - Хиперкалцемија - Хипероксалурија - Дентова болест - Хиперпаратироидизам - Хипервитаминоза Д - Нефролитијаза - Остеопороза - Пијелонефритис - Рахитис - Саркоидоза - Инфекција мокраћног система | - Уролитијаза - Акутни постстрептококни гломерулонефритис - Бартеров синдром - Поремећај минерализације кости - Енуреза - Хематурија - Хипофосфатемични рахитис - ИгА нефропатија - Јувенилни идиопатски артритис - Нефритис - Вилмсов тумор - Ксантинурија |

## Терапија
У терапији болести  најважнија је промена режима и навика у исхрани. Промена исхране чини основу терапије секундарне хиперкалциурије у деце јер је излучивање калцијума мокраћом значајно повезано са уносом соли, протеина, калијума, фосфора и калцијума храном. Ограничавање уноса соли и додатак калијума исхрани су талође веома битни елементи лечења хиперкалциурије.
Драстична рестрикција уноса протеина и калцијума не препоручује се код деце јер може угрозити њихов раст због недостатка притеина и ресорпцију калцијума из кости, са последичним смањењењем минерализације у костима.
Код деце са озбиљном остеопенијом и перзистентном хиперкалциуријом као једна од могућности у терапије болести може се размотрити примена бисфосфоната у циљу побољшања густине костију.